# Steve Brennan
Stephen Edward „Steve“ Brennan (* 2. November 1951 in Derry) ist ein ehemaliger britischer Dartspieler, der bei professionellen Turnieren in den 1980er-Jahren für Nordirland antrat.

## Leben
Brennan war beruflich als Hoch- und Tiefbauingenieur in Leiston tätig. Er lebt mit seiner Partnerin Debbie, mit der er zwei Kinder hat, in Hull. Steve hat drei Brüder, Nigel, Kevin und Trevor, und eine Schwester, Teresa.
Er war berechtigt, für Nordirland an Turnieren der British Darts Organisation (BDO) teilzunehmen, da sein Vater Patrick „Pat“ Brennan in der nordirischen Stadt Derry geboren wurde.

## Karriere
Während er sich von einer Verletzung, die er sich beim Fußball zugezogen hatte, erholte, beschloss er, damals Mitte zwanzig, auf einen Drink in sein örtliches Pub, das „Butcher’s Arms“, in Knodishall, Suffolk, zu gehen. Er sagte dem Dart-Historiker Patrick Chaplin hierzu (sinngemäß): „Ich habe mich zu Hause so gelangweilt. Ich musste vierzehn Wochen in Gips verbringen und musste dringend aus dem Haus.“ Er beschloss, Dart zu spielen und stellte fest, dass er „nicht schlecht“ war. Nach ein paar Wochen in der Kneipe trat er einer örtlichen Dartliga bei und spielte für „The Royal Standard“ in Leiston. Als sich seine Leistungen zunehmend verbesserten, hatte er das Gefühl, nicht genug Konkurrenz zu haben, und selbst nach dieser kurzen Zeit wusste er, dass er für seine Grafschaft spielen wollte. Um Aufmerksamkeit zu erregen, trat Brennan der „Woodbridge Super League“ bei und gewann in seinem ersten Jahr den Einzeltitel und wurde daher ausgewählt, in der Saison 1979/80 für Suffolk zu spielen. Schließlich gelangte Brennan in den Kader von Suffolk County und spielte dann einige Saisons für London, bevor er wieder nach Suffolk zurückkehrte.
Brennan begann 1980 auf professioneller Ebene bei der BDO zu spielen. Peter Chaplin sagte er hierzu (sinngemäß): „Ich habe mit meiner Frau Lynn darüber gesprochen, Profi zu werden. Wir hatten zwei kleine Kinder und mussten uns entscheiden, was das Beste ist, nicht nur für mich, sondern auch für die Familie. Ich stand plötzlich vor der Aufgabe, morgens um sechs nicht aufstehen zu müssen! Die Arbeit in der Asphaltindustrie ist ein schmutziges Geschäft mit langen Arbeitszeiten und wenig Lohn, also habe ich mich wirklich darauf gefreut, auf Tour zu gehen.“
Er gab sein Debüt bei der BDO World Darts Championship im Jahr 1982 und konnte direkt für eine der größten Überraschungen in der Geschichte des Turniers sorgen: Er schlug den amtierenden Weltmeister Eric Bristow in der ersten Runde. Im weiteren Turnierverlauf besiegte er zudem Dave Whitcombe im Achtelfinale, musste sich dann aber im Viertelfinale gegen Stefan Lord mit 0:4 Sätzen geschlagen geben.
Er nahm insgesamt an fünf Dart-Weltmeisterschaften teil, konnte aber nur zwei weitere Partien für sich entscheiden. Beide Male handelte es sich um einen Sieg in der ersten Runde, 1984 und 1985. Seine letzte Weltmeisterschaftsteilnahme konnte Brennan 1986 verzeichnen, als er Paul Lim in der ersten Runde unterlag.
Als Kapitän führte er die Herrenmannschaft Nordirlands zum WDF World Cup 1985 in Brisbane. Die Mannschaft wurde durch Fred McMullan, David Keery und Ray Farrell komplettiert.
Ein weiterer überraschender Sieg über Bristow gelang Brennan beim MFI World Matchplay 1986. Bristow traf anschließend die Aussage, er würde „andauernd gegen Vollidioten verlieren.“

## Weltmeisterschaftsresultate

### BDO
- 1981: Vorrunde: (1:2-Niederlage gegen  Wayne Lock) (Sätze)
- 1982: Viertelfinale: (0:4-Niederlage gegen  Stefan Lord)
- 1983: 1. Runde: (0:2-Niederlage gegen  Jocky Wilson)
- 1984: Achtelfinale: (1:4-Niederlage gegen  Dave Whitcombe)
- 1985: Achtelfinale: (2:3-Niederlage gegen  Alan Glazier)
- 1986: 1. Runde: (1:3-Niederlage gegen  Paul Lim)

## Titel

### WDF
- Open-Turniere
  - New Zealand Open: (1) 1981